# Bentota
Bentota est une ville côtière du Sri Lanka, située dans le district de Galle, dans la province du Sud. Elle se trouve à environ 65 kilomètres  au sud de Colombo et à 56 kilomètres au nord de Galle.

## Histoire
Au XVIIe siècle, les Portugais ont construit un petit fort à l'embouchure de la rivière Bentota qui, en cinghalais, s'appelait Parangi Kotuwa.
Les Néerlandais laissèrent ensuite le fort tomber en ruine, transformant l'un des grands bâtiments du fort en maison de repos pour les officiers néerlandais voyageant entre Colombo et Galle.
Les Britanniques l'ont ensuite transformée en sanatorium. Sir James Emerson Tennent (1804-1869), dans son livre Ceylon, An Account of the Island (1859), écrit :
" La maison de repos de Bentotte est l'une des plus fraîches et des plus agréables de Ceylan. Elle est située dans un petit parc profondément ombragé par de hauts tamariniers, sur la pointe de la plage où la rivière forme sa jonction avec la mer. Ses attraits étaient rehaussés par un petit déjeuner pour lequel nous étions redevables à l'attention hospitalière de l'officier civil, MTL Gibson, dont la table était couverte de tout le luxe de la province ; des fruits très variés, des currys, des poissons frais de la mer et cette délicatesse qui fait la renommée locale de Bentotte : des huîtres détachées des rochers de l'estuaire voisin, qui, bien que petites et un peu amères, étaient les bienvenues par leur fraîcheur ".
Les Britanniques ont introduit le chemin de fer au début du 19e siècle, principalement pour transporter les produits de la noix de coco depuis le sud profond jusqu'à la capitale, en construisant un pont permanent (Bentota Palama) pour traverser la rivière.

## Transports
Bentota est située sur la ligne ferroviaire reliant Colombo à Matara.

## Économie
Bentota est une destination touristique, avec un petit aérodrome local.
C'est une destination pour les sports nautiques.
Bentota est aussi connue pour produire un grog à base de nectar de noix de coco.

## Galapatha Raja Maha Vihare
Le temple bouddhiste Galapatha Raja Maha Vihare contient des inscriptions sur pierre, des sculptures de pierre, des piliers, des étangs et des auges de la période médiévale ,.

## Kosgoda Turtle Hatchery
A Kosgoda (11 km au sud de Bentota) on trouve la Kosgoda Turtle Hatchery, projet d'écloserie et d'observation des tortues mis en place par le Turtle Conservation Project (TCP) en association avec le Département de la faune du Sri Lanka.

## Brief Garden
A 11 km à l'intérieur des terres de Bentota se trouve le Brief Garden, jardin du paysagiste sri-lankais Bevis Bawa, le frère aîné de l'architecte Geoffrey Bawa.
Créé en 1929 sur le terrain d'une ancienne plantation d'hévéas, Bevis Bawa a continué à développer la propriété jusqu'à sa mort en 1992.

## Personnes notables
- Geoffrey Bawa, célèbre architecte sri-lankais
- Bevis Bawa, paysagiste sri-lankais, frère de l'architecte Geoffrey Bawa.